# Château de Grand-Champ (Côte d'Or)
 (avril 2023).
- Si vous ne connaissez pas le sujet, laissez ce bandeau (vous pouvez alors contacter les auteurs).
- Si vous supprimez le contenu mis en cause (vous pouvez préalablement contacter les auteurs),

argumentez précisément cette suppression dans la page de discussion
(un manque de référence n'est pas un argument ; une recherche réelle de référence doit avoir été effectuée, être formellement documentée).
Ne pas confondre avec le château de Grand-Champ, dans l'Allier et le château de Grandchamp dans l'Yonne.
Le château de Grand-Champ est un ancien château fort du XIIIe siècle situé sur la commune de Soussey-sur-Brionne en Côte-d'Or, en Bourgogne-Franche-Comté.

## Localisation
Le château actuel occupe une plate-forme rectangulaire légèrement surélevée, contournée par le chemin commun, au pied du talus nord de la vallée et à l'extrémité ouest du hameau de Grand-Champ, qui se trouve à 1 500 mètres à l'ouest de Soussey.

## Historique
La première trace écrite du fief de Grand-Champ date de 1323. En janvier 1364, le château est assiégé. En 1451-1454, Grand Champ relève d'Othenin de Cléron, seigneur de Saffres et d'Is-sur-Tille.
En 1787, il reste encore les vestiges d'une tour carrée dite tour du Pont, sous laquelle on passait pour arriver au donjon et un grand corps de logis à deux étages, le tout clos de murailles avec parapet et fossés. A l'entrée un pont-levis avec pont-dormant et devant le château une basse-cour close de murailles avec parapet et fossés[réf. souhaitée].

## Architecture
Un "château" moderne composé de plusieurs bâtiments dont une tour néo-gothique du XIXe siècle a remplacé depuis ces vestiges. L'ensemble comporte une demeure "Belle Epoque" aux toits d'ardoise dite "Villa des Vallées" et un beau pigeonnier carré. Le tout est limité au nord par une modeste levée qui évoque le vestige d'une basse-cour et à l'ouest par un fossé sec utilisé en jardin. Les murs de contre-escarpe, à l'ouest et au nord, ont conservés quelques traces de la maison forte du XIIIe siècle. L'angle sud-est de la plate-forme est occupée par la tour néo-gothique qui abrite un escalier[réf. souhaitée].

## Valorisation du patrimoine
Le site rénové est propriété privée.